# تيموثي توماس فروتشن
تيموثي توماس فروتشن (بالإنجليزية: Timothy Thomas Fortune)‏ هو محرر وكاتب أمريكي، ولد في 3 أكتوبر 1856 في ماريانا في الولايات المتحدة، وتوفي في 2 يونيو 1928 في فيلادلفيا في الولايات المتحدة.

## وصلات خارجية
- تيموثي توماس فروتشن على موقع الموسوعة البريطانية (الإنجليزية)